# Preserje pri Lukovici
Preserje pri Lukovici – wieś w Słowenii, w gminie Lukovica. W 2018 roku liczyła 101 mieszkańców.